# Václav Milík (ur. 1993)
Václav Milík (ur. 22 maja 1993 w Čáslaviu) – czeski żużlowiec.

## Życiorys

### Kariera sportowa
Dwukrotny złoty medalista indywidualnych mistrzostw Czech juniorów do 19 lat (2011, 2012). Trzykrotny medalista młodzieżowych indywidualnych mistrzostw Czech: złoty (2013) oraz dwukrotnie srebrny (2011, 2012). Jedenastokrotny medalista indywidualnych mistrzostw Czech: ośmiokrotnie złoty (2012, 2014, 2015, 2016, 2019, 2021, 2022, 2023) oraz czterokrotnie srebrny (2013, 2018, 2020, 2025). Złoty medalista mistrzostw Czech par klubowych (2013). Zwycięzca turnieju o „Zlatą Přilbę” (Pardubice 2017).
Czterokrotny finalista indywidualnych mistrzostw świata juniorów (2010 – XV miejsce, 2011 – XIX miejsce, 2012 – XI miejsce, 2013 – VI miejsce). Trzykrotny finalista drużynowych mistrzostw świata juniorów na żużlu (Gorzów Wielkopolski 2009 – IV miejsce, Bałakowo 2011 – IV miejsce, Pardubice 2013 – brązowy medal). Finalista indywidualnych mistrzostw Europy juniorów (Opole 2012 – VIII miejsce). Brązowy medalista drużynowych mistrzostw Europy (Divišov 2010). Dwukrotny finalista mistrzostw Europy par (Piła 2011 – VI miejsce, Równe 2012 – V miejsce). W 2012 r. wystąpił jako rezerwowy w turnieju o Grand Prix Czech.
W lidze polskiej reprezentował barwy klubów: Wanda Kraków (2012) oraz ROW Rybnik (2013)
Od 2015 r. reprezentował klub WTS Wrocław. Wraz z nim zdobył wicemistrzostwo drużynowych mistrzostw Polski.
W 2020 r. znalazł się w składzie klubu ROW Rybnik. W 2021 r. został wypożyczony z Falubazu Zielona Góra do Wilków Krosno. W drużynie tej pozostawał w kolejnych trzech sezonach. W roku 2024 został kapitanem drużyny. W sezonie 2025 jest kapitanem Orła Łódź.

### Życie prywatne
Syn Václava Milíka, również żużlowca.

## Przynależność klubowa
Polska
- Wanda Kraków (2012)
- ROW Rybnik (2013–2014)
- Sparta Wrocław (2015–2019)
- ROW Rybnik (2020)
- Wilki Krosno (2021–2024)
- Orzeł Łódź (2025–)

Szwecja
- Indianerna Kumla (2017–2019)
- Piraterna Motala (2022–)

## Starty w Grand Prix (Indywidualnych Mistrzostwach Świata na Żużlu)

### Miejsca na podium
| Nr | Dzień      | Rok  | Nazwa            | Miejscowość | Tor             | Miejsce | Punkty | Biegi           | Zwycięzca   |
| -- | ---------- | ---- | ---------------- | ----------- | --------------- | ------- | ------ | --------------- | ----------- |
| 1. | 10 czerwca | 2017 | Grand Prix Czech | Praga       | Stadion Markéta | 3.      | 13     | (1,3,3,2,1,2,1) | Jason Doyle |

### Punkty w poszczególnych zawodachGrand Prix
| Sezon 2012                   |                        |                                 |                                 |                                 |                                 |                                 |                                 |                                 |                          |                          |                          |                   |         |         |         |         |         |         |         |         |         |        |        |        |        |        |        |        |        |        |        |        |        |        |        |
| GP Nowej Zelandii – Auckland | GP Europy – Leszno     | GP Czech – Praga                | GP Szwecji – Göteborg           | GP Danii – Kopenhaga            | GP Polski – Gorzów Wielkopolski | GP Chorwacji – Gorican          | GP Włoch – Terenzano            | GP Wielkiej Brytanii – Cardiff  | GP Skandynawii – Målilla | GP Nordyckie – Vojens    | GP Polski – Toruń        | miejsce           | miejsce | miejsce | miejsce | miejsce | miejsce | miejsce | miejsce | miejsce | miejsce | punkty | punkty | punkty | punkty | punkty | punkty | punkty | punkty | punkty | punkty |        |        |        |        |
| –                            | –                      | 0                               | –                               | –                               | –                               | –                               | –                               | –                               | –                        | –                        | –                        | 30                | 30      | 30      | 30      | 30      | 30      | 30      | 30      | 30      | 30      | 0      | 0      | 0      | 0      | 0      | 0      | 0      | 0      | 0      | 0      |        |        |        |        |
| Sezon 2014                   |                        |                                 |                                 |                                 |                                 |                                 |                                 |                                 |                          |                          |                          |                   |         |         |         |         |         |         |         |         |         |        |        |        |        |        |        |        |        |        |        |        |        |        |        |
| GP Nowej Zelandii – Auckland | GP Europy – Bydgoszcz  | GP Finlandii – Tampere          | GP Czech – Praga                | GP Szwecji – Målilla            | GP Danii – Kopenhaga            | GP Wielkiej Brytanii – Cardiff  | GP Łotwy – Dyneburg             | GP Polski – Gorzów Wielkopolski | GP Nordyckie – Vojens    | GP Skandynawii – Solna   | GP Polski – Toruń        | miejsce           | miejsce | miejsce | miejsce | miejsce | miejsce | miejsce | miejsce | miejsce | miejsce | punkty | punkty | punkty | punkty | punkty | punkty | punkty | punkty | punkty | punkty |        |        |        |        |
| –                            | –                      | –                               | 2                               | –                               | –                               | –                               | –                               | –                               | –                        | –                        | –                        | 30                | 30      | 30      | 30      | 30      | 30      | 30      | 30      | 30      | 30      | 2      | 2      | 2      | 2      | 2      | 2      | 2      | 2      | 2      | 2      |        |        |        |        |
| Sezon 2015                   |                        |                                 |                                 |                                 |                                 |                                 |                                 |                                 |                          |                          |                          |                   |         |         |         |         |         |         |         |         |         |        |        |        |        |        |        |        |        |        |        |        |        |        |        |
| GP Polski – Warszawa         | GP Finlandii – Tampere | GP Czech – Praga                | GP Wielkiej Brytanii – Cardiff  | GP Łotwy – Dyneburg             | GP Szwecji – Målilla            | GP Danii – Horsens              | GP Polski – Gorzów Wielkopolski | GP Słowenii – Krško             | GP Sztokholmu – Solna    | GP Polski – Toruń        | GP Australii – Melbourne | miejsce           | miejsce | miejsce | miejsce | miejsce | miejsce | miejsce | miejsce | miejsce | miejsce | punkty | punkty | punkty | punkty | punkty | punkty | punkty | punkty | punkty | punkty |        |        |        |        |
| –                            | –                      | 2                               | –                               | –                               | –                               | –                               | –                               | –                               | –                        | –                        | –                        | 26                | 26      | 26      | 26      | 26      | 26      | 26      | 26      | 26      | 26      | 2      | 2      | 2      | 2      | 2      | 2      | 2      | 2      | 2      | 2      |        |        |        |        |
| Sezon 2016                   |                        |                                 |                                 |                                 |                                 |                                 |                                 |                                 |                          |                          |                          |                   |         |         |         |         |         |         |         |         |         |        |        |        |        |        |        |        |        |        |        |        |        |        |        |
| GP Słowenii – Krško          | GP Polski – Warszawa   | GP Danii – Horsens              | GP Czech – Praga                | GP Wielkiej Brytanii – Cardiff  | GP Szwecji – Målilla            | GP Polski – Gorzów Wielkopolski | GP Niemiec – Teterow            | GP Sztokholmu – Solna           | GP Polski – Toruń        | GP Australii – Melbourne | miejsce                  | miejsce           | miejsce | miejsce | miejsce | miejsce | miejsce | miejsce | miejsce | miejsce | miejsce | punkty | punkty | punkty | punkty | punkty | punkty | punkty | punkty | punkty | punkty | punkty |        |        |        |
| –                            | –                      | –                               | 3                               | –                               | –                               | –                               | –                               | –                               | –                        | –                        | 25                       | 25                | 25      | 25      | 25      | 25      | 25      | 25      | 25      | 25      | 25      | 3      | 3      | 3      | 3      | 3      | 3      | 3      | 3      | 3      | 3      | 3      |        |        |        |
| Sezon 2017                   |                        |                                 |                                 |                                 |                                 |                                 |                                 |                                 |                          |                          |                          |                   |         |         |         |         |         |         |         |         |         |        |        |        |        |        |        |        |        |        |        |        |        |        |        |
| GP Słowenii – Krško          | GP Polski – Warszawa   | GP Łotwy – Dyneburg             | GP Czech – Praga                | GP Danii – Horsens              | GP Wielkiej Brytanii – Cardiff  | GP Szwecji – Målilla            | GP Polski – Gorzów Wielkopolski | GP Niemiec – Teterow            | GP Sztokholmu – Solna    | GP Polski – Toruń        | GP Australii – Melbourne | miejsce           | miejsce | miejsce | miejsce | miejsce | miejsce | miejsce | miejsce | miejsce | miejsce | punkty | punkty | punkty | punkty | punkty | punkty | punkty | punkty | punkty | punkty |        |        |        |        |
| –                            | –                      | –                               | 13                              | –                               | –                               | –                               | 7                               | –                               | –                        | 11                       | –                        | 16                | 16      | 16      | 16      | 16      | 16      | 16      | 16      | 16      | 16      | 31     | 31     | 31     | 31     | 31     | 31     | 31     | 31     | 31     | 31     |        |        |        |        |
| Sezon 2018                   |                        |                                 |                                 |                                 |                                 |                                 |                                 |                                 |                          |                          |                          |                   |         |         |         |         |         |         |         |         |         |        |        |        |        |        |        |        |        |        |        |        |        |        |        |
| GP Polski – Warszawa         | GP Czech – Praga       | GP Danii – Horsens              | GP Szwecji – Hallstavik         | GP Wielkiej Brytanii – Cardiff  | GP Skandynawii – Målilla        | GP Polski – Gorzów Wielkopolski | GP Słowenii – Krško             | GP Niemiec – Teterow            | GP Polski – Toruń        | miejsce                  | miejsce                  | miejsce           | miejsce | miejsce | miejsce | miejsce | miejsce | miejsce | miejsce | miejsce | miejsce | punkty | punkty | punkty | punkty | punkty | punkty | punkty | punkty | punkty | punkty | punkty | punkty |        |        |
| –                            | 6                      | –                               | –                               | –                               | –                               | –                               | –                               | –                               | 5                        | 17                       | 17                       | 17                | 17      | 17      | 17      | 17      | 17      | 17      | 17      | 17      | 17      | 11     | 11     | 11     | 11     | 11     | 11     | 11     | 11     | 11     | 11     | 11     | 11     |        |        |
| Sezon 2019                   |                        |                                 |                                 |                                 |                                 |                                 |                                 |                                 |                          |                          |                          |                   |         |         |         |         |         |         |         |         |         |        |        |        |        |        |        |        |        |        |        |        |        |        |        |
| GP Polski – Warszawa         | GP Słowenii – Krško    | GP Czech – Praga                | GP Szwecji – Hallstavik         | GP Polski – Wrocław             | GP Skandynawii – Målilla        | GP Niemiec – Teterow            | GP Danii – Vojens               | GP Wielkiej Brytanii – Cardiff  | GP Polski – Toruń        | miejsce                  | miejsce                  | miejsce           | miejsce | miejsce | miejsce | miejsce | miejsce | miejsce | miejsce | miejsce | miejsce | punkty | punkty | punkty | punkty | punkty | punkty | punkty | punkty | punkty | punkty | punkty | punkty |        |        |
| –                            | –                      | 4                               | –                               | –                               | –                               | –                               | –                               | –                               | –                        | 22                       | 22                       | 22                | 22      | 22      | 22      | 22      | 22      | 22      | 22      | 22      | 22      | 4      | 4      | 4      | 4      | 4      | 4      | 4      | 4      | 4      | 4      | 4      | 4      |        |        |
| Sezon 2020                   |                        |                                 |                                 |                                 |                                 |                                 |                                 |                                 |                          |                          |                          |                   |         |         |         |         |         |         |         |         |         |        |        |        |        |        |        |        |        |        |        |        |        |        |        |
| GP Polski – Wrocław          | GP Polski – Wrocław    | GP Polski – Gorzów Wielkopolski | GP Polski – Gorzów Wielkopolski | GP Czech – Praga                | GP Czech – Praga                | GP Polski – Toruń               | GP Polski – Toruń               | miejsce                         | miejsce                  | miejsce                  | miejsce                  | miejsce           | miejsce | miejsce | miejsce | miejsce | miejsce | miejsce | miejsce | miejsce | miejsce | punkty | punkty | punkty | punkty | punkty | punkty | punkty | punkty | punkty | punkty | punkty | punkty | punkty | punkty |
| –                            | –                      | –                               | –                               | 0                               | 1                               | –                               | –                               | 19                              | 19                       | 19                       | 19                       | 19                | 19      | 19      | 19      | 19      | 19      | 19      | 19      | 19      | 19      | 1      | 1      | 1      | 1      | 1      | 1      | 1      | 1      | 1      | 1      | 1      | 1      | 1      | 1      |
| Sezon 2023                   |                        |                                 |                                 |                                 |                                 |                                 |                                 |                                 |                          |                          |                          |                   |         |         |         |         |         |         |         |         |         |        |        |        |        |        |        |        |        |        |        |        |        |        |        |
| GP Chorwacji – Goričan       | GP Polski – Warszawa   | GP Czech – Praga                | GP Niemiec – Teterow            | GP Polski – Gorzów Wielkopolski | GP Szwecji – Målilla            | GP Łotwy – Ryga                 | GP Wielkiej Brytanii – Cardiff  | GP Danii – Vojens               | GP Polski – Toruń        | miejsce                  | miejsce                  | miejsce           | miejsce | miejsce | miejsce | miejsce | miejsce | miejsce | miejsce | punkty  | punkty  | punkty | punkty | punkty | punkty | punkty | punkty | punkty | punkty |        |        |        |        |        |        |
| –                            | –                      | 1                               | –                               | –                               | –                               | –                               | –                               | –                               | –                        | 29                       | 29                       | 29                | 29      | 29      | 29      | 29      | 29      | 29      | 29      | 29      | 29      | 1      | 1      | 1      | 1      | 1      | 1      | 1      | 1      | 1      | 1      | 1      | 1      |        |        |
| Sezon 2024                   |                        |                                 |                                 |                                 |                                 |                                 |                                 |                                 |                          |                          |                          |                   |         |         |         |         |         |         |         |         |         |        |        |        |        |        |        |        |        |        |        |        |        |        |        |
| GP Chorwacji – Goričan       | Sprint – Warszawa      | GP Polski – Warszawa            | GP Niemiec – Landshut           | GP Czech – Praga                | GP Szwecji – Målilla            | GP Polski – Gorzów Wielkopolski | Sprint – Cardiff                | GP Wielkiej Brytanii – Cardiff  | GP Polski – Wrocław      | GP Łotwy – Ryga          | GP Danii – Vojens        | GP Polski – Toruń | miejsce | miejsce | miejsce | miejsce | miejsce | miejsce | miejsce | miejsce | punkty  | punkty | punkty | punkty | punkty | punkty | punkty | punkty |        |        |        |        |        |        |        |
| –                            | –                      | –                               | –                               | 4                               | –                               | –                               | –                               | –                               | –                        | –                        | –                        | –                 | 24      | 24      | 24      | 24      | 24      | 24      | 24      | 24      | 4       | 4      | 4      | 4      | 4      | 4      | 4      | 4      |        |        |        |        |        |        |        |

| Statystyki        | Statystyki |
| ----------------- | ---------- |
| Starty            | 14         |
| Zwycięstwa        | 0          |
| Miejsca na podium | 1          |
| Finalista         | 1          |
| Punkty            | 59         |